# Pseudorectes incertus
El pitohuí ventriblanco (Pseudorectes incertus) es una especie de ave paseriforme de la familia Pachycephalidae propia de Nueva Guinea.
Se encuentra únicamente en el sur de la isla de Nueva Guinea. Sus hábitats naturales son los bosques húmedos tropicales.
Se encuentra amenazada por pérdida de hábitat.